# Richard Stockton (1730–1781)

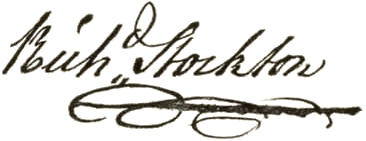
Podpis R. Stocktona na deklaracji niepodległości USA

Richard Stockton (ur. 1 października 1730 w pobliżu Princeton  (New Jersey), zm. 28 lutego 1781 tamże) – amerykański polityk i prawnik, jeden z sygnatariuszy deklaracji niepodległości Stanów Zjednoczonych.
W 1776 roku uczestniczył w obradach Kongresu Kontynentalnego.
Był protoplastą wpływowej politycznej rodziny. Czterech jego potomków, jego syn, także Richard Stockton, dwóch wnuków, Richard Stockton Field oraz Robert Field Stockton, oraz prawnuk, John Potter Stockton, reprezentowało stan New Jersey w Senacie Stanów Zjednoczonych.